# Pierwszy rząd Dimityra Gławczewa
Pierwszy rząd Dimityra Gławczewa – 103. rząd w historii Bułgarii funkcjonujący od 9 kwietnia 2024 do 27 sierpnia 2024.
Między kwietniem 2021 a kwietniem 2023 w Bułgarii pięciokrotnie odbywały się wybory parlamentarne. Po ostatnich z nich doszło do porozumienia między zwycięską centroprawicową koalicją GERB-SDS i centrowym sojuszem PP-DB. W konsekwencji powstał rząd, na czele którego stanął Nikołaj Denkow z PP. Ustalono nadto, że po dziewięciu miesiącach nowym premierem zostanie reprezentująca GERB Marija Gabriel. Zgodnie z koalicyjnymi ustaleniami Nikołaj Denkow 5 marca 2024 ogłosił dymisję rządu, która następnego dnia została zatwierdzona przez parlament; koalicjanci nie doszli jednak do porozumienia odnośnie do powołania nowego gabinetu.
30 marca 2024 prezydent Rumen Radew w trakcie kolejnego kryzysu politycznego powierzył misję utworzenia tymczasowego gabinetu Dimityrowi Gławczewowi. 9 kwietnia prezydent zarządził przedterminowe wybory na czerwiec 2024, a także dokonał powołania członków przejściowego rządu, który tego samego dnia rozpoczął funkcjonowanie.
Negocjacje po wyborach nie doprowadziły do utworzenia stałego rządu. W konsekwencji prezydent zarządził kolejne przedterminowe wybory na październik 2024. Utworzył też nowy rząd techniczny, na czele którego po raz drugi stanął Dimityr Gławczew. Gabinet ten rozpoczął urzędowanie 27 sierpnia 2024.

## Skład rządu
- premier: Dimityr Gławczew[6]
- wicepremier, minister finansów: Ludmiła Petkowa
- minister spraw wewnętrznych: Kalin Stojanow
- minister rozwoju regionalnego i robót publicznych: Wioleta Koritarowa-Kasabowa
- minister pracy i polityki socjalnej: Iwajło Iwanow
- minister obrony: Atanas Zaprjanow
- minister spraw zagranicznych: Stefan Dimitrow (w kwietniu 2024), Dimityr Gławczew (od kwietnia 2024)[8]
- minister sprawiedliwości: Marija Pawłowa
- minister edukacji i nauki: Galin Cokow
- minister zdrowia: Gala Kondewa-Mynkowa
- minister kultury: Najden Todorow
- minister ochrony środowiska i zasobów wodnych: Petyr Dimitrow
- minister rolnictwa i żywności: Kirił Wytew (w kwietniu 2024), Georgi Tachow (od kwietnia 2024)[8]
- minister transportu i komunikacji: Georgi Gwozdejkow
- minister gospodarki i przemysłu: Petko Nikołow
- minister innowacji i wzrostu: Rosen Karadimow
- minister energetyki: Władimir Malinow
- minister ds. e-administracji: Walentin Mundrow
- minister turystyki: Ewtim Miłoszew
- minister młodzieży i sportu: Georgi Głuszkow